# Business Bay
Business Bay, anche conosciuta come Al Kalij Al Tejari (in arabo الخليج التجاري ‎?), è un quartiere di Dubai, si trova nel settore occidentale di Dubai nella zona di Bur Dubai.

## Territorio
Il territorio della comunità occupa una superficie di 6,6 km² che si sviluppa per circa 6,2 km lungo i due lati del prolungamento del Dubai Creek, fra la laguna di Ras Al Khor e il Dubai Water Canal.
Business Bay è delimitato a ovest dalla Sheikh Rashid Road (E 11), a sud dalla Al Meydan Street (D 69), a est dalla Al Khail Road (E44) e dalla Financial Center Street e a nord dalla Burj Khalifa Street e Al Asayel Street (D 72) che ne segnano il confine con la comunità di Downtown Dubai.
Nato nel 2005 per essere un distretto finanziario, Business Bay si è andato progressivamente trasformando in un quartiere ad uso misto. Attualmente il 22,1% di questa area è occupata da edifici residenziali mentre il 18,5% è destinato a uso commerciale ed il restante 59,4 percento è destinato a un utilizzo misto.
Lo sviluppo iniziale di Business Bay è avvenuto contemporaneamente al progetto di estensione del Dubai Creek, le cui fasi iniziali, avviate nel 2005 prevedevano la realizzazione della parte di Creek compresa fra la Financial Center Road e la Sheikh Zayed Road. Per tale ragione questo tratto del Dubai Creek è anche chiamato Business Bay Canal. Oltre ai ponti sulle suddette strade, il Business Bay Canal è attraversato da altri quattro ponti stradali: il ponte sulla Al Mustaqbal Street, quello sulla Al A'amal Street, quello sulla Al Asayel Street e quello sulla Marasi Drive Street.
I punti di riferimento più significativi dell'area includono:
- Executive Towers. È un complesso di 12 torri formato da 10 torri residenziali, una torre commerciale nota come Aspect Tower e una torre occupata dall'hotel "The Taj Hotel".  I singoli edifici sono denominati Executive Tower B, C, D (Aspect Tower), E, F, G, H, J, K, L e M. La torre A è il Taj Hotel. La costruzione è iniziata nel 2005 e tutti gli edifici sono stati completati entro il 2009. Il complesso si trova vicino alla fermata della metropolitana di Business Bay, nella zona nord del quartiere, fra la Burj Khalifa Street e la Al Khaleej Al Tejari 1 Street. Le torri residenziali ospitano 1.799 appartamenti di varie dimensioni, monolocali e da una a fino quattro camere da letto. Tutte le torri si appoggiano su un basamento comune di tre piani che li collega anche alla contigua Vision Tower. I primi due piani del basamento comprendono il centro commerciale Bay Avenue mentre il terzo livello, chiamato The Courtyard, contiene strutture comuni, piazze, aree giochi per bambini, cortili di fontane e portici coperti. La torre più alta è la Torre M (210 m. e 52 piani), mentre la torre più bassa è la Torre C (114 m. e 28 piani). Il complesso è stato sviluppato dalla Dubai Properties, facente parte della Dubai Holding.[9]

- Emirates Park Towers. Questo complesso è formato da due torri che ospitano il JW Marriott Marquis Hotel di Dubai. Le torri vengono pertanto chiamate: JW Marriott Marquis Hotel Dubai Tower 1 e JW Marriott Marquis Hotel Dubai Tower 2. Entrambe le torri sono di 82 piani per una altezza di 355.4 m. La Torre 1 è stata realizzata fra il 2006 e il 2012, mentre la Torre 2 è finita nel 2013. JW Marquis è composto da 1608 alloggi di lusso, composto da camere e suite. L'hotel dispone inoltre di una piscina all'aperto, una palestra, un centro benessere, sale per eventi e ristoranti e un parcheggio custodito. Al momento della sua costruzione il JW Marquis era l'hotel più alto del mondo, titolo che ha conservato fino al 2018, quando è stato superato dal Gevora Hotel.[10]

- DAMAC Towers by Paramount. È un complesso di 4 torri di cui una adibita ad ospitare il Paramount Hotel di Dubai e le altre tre residenziali. Le torri residenziali dispongono di 1.200 appartamenti, e il Paramount Hotel è attrezzato con 800 camere. La costruzione è iniziata nel 2013 ed è stata completata nel 2018. Si trova nella zona est, a poca distanza dal SLS Dubai Hotel & Residences.[11]

- SLS Dubai Hotel & Residences. È un grattacielo di 75 piani ad uso misto composto da quattro zone: la parte inferiore è residenziale con un totale di 371 unità che includono monolocali e appartamenti con una o due camera da letto. La zona centrale è la zona dei residence dell'hotel con 321 appartamenti. La parte superiore è la zona alberghiera con 254 camere. Infine, i piani superiori, cioè dal 69 al 75, sono indicati come "The Crown" e ospitano una serie di servizi di lusso che comprendono:  un ristorante mediterraneo, un lounge bar, una steakhouse, un centro benessere, una palestra e piscine a sfioro. La sua costruzione è stata completata nel 2020 ed è quindi uno degli edifici più nuovi del quartiere. Si trova nella zona est, fra la Al Khail Road, Ras Al Khor Road e la Financial Center Street.[12]

- Al Habtoor City. È uno complesso multiuso composto da tre hotel (rinominati nel luglio 2018 in Habtoor Palace, LXR Hotels & Resorts, V Hotel Curio Hilton e Hilton Dubai Al Habtoor City) e tre grattacieli residenziali commissionati dal Gruppo Al Habtoor nel 2012. Le tre torri residenziali chiamate Noora Tower, Amna Tower e Meera Tower, prendono il nome delle tre figlie di Ahmed Al Habtoor, il fondatore del gruppo Al Habtoor. Le torri Nora e Amna hanno 73 piani, mentre la torre Meera ha 52 piani. Nel complesso questi edifici dispongono di più di 1.400 unità abitative, oltre a 12 attici. Il complesso dispone inoltre di una varietà di strutture per il tempo libero, ristoranti, campi da tennis, un giardino in stile provenzale di circa 27.000 km² e uno spettacolo permanente chiamato Le Perle creato dal regista italiano di fama mondiale Franco Dragone. Si trova nell'angolo sud-occidentale della comunità, fra la Sheikh Zayed Road e il Dubai Creek.[13]

- Bay Square. È un complesso a uso misto costituito da 13 edifici di media altezza. È composto da edifici commerciali, residenziali e un albergo a 4 stelle, il DoubleTree Hotel, gestito dal gruppo Hilton. Tutti gli edifici hanno da 10 a 14 piani, per un totale di 570 uffici, 326 unità abitative e 123 punti vendita. È un progetto del Dubai Properties Group e ci sono voluti otto anni per completarlo. Lanciato nel 2007, il progetto è stato terminato nel 2014. Si trova nella zona occidentale del quartiere, fra la Al Asayel Street e l'ansa del Dubai Creek.[14]

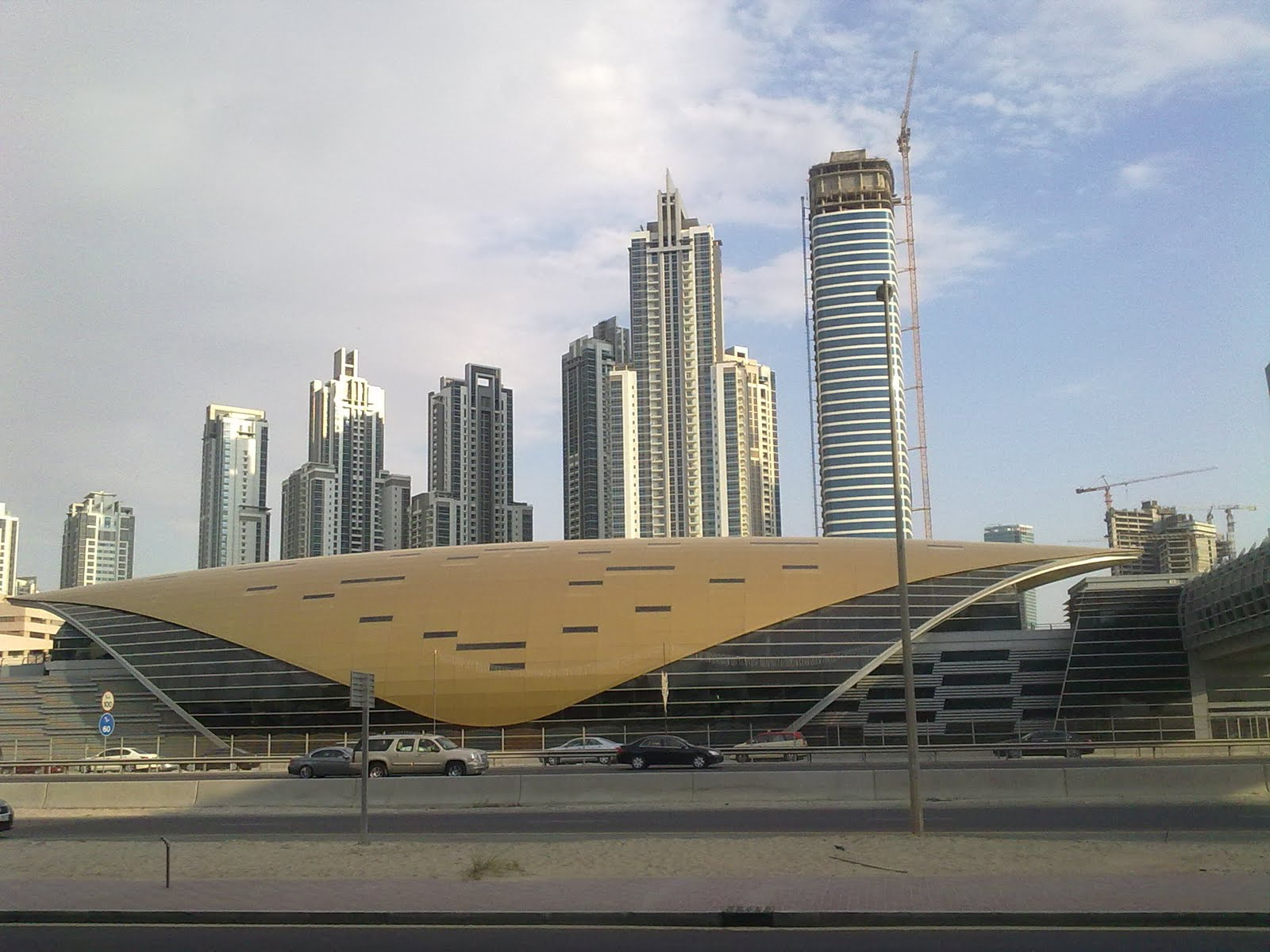
Stazione della metropolitana di Business Bay (14 aprile 2012).

- Ville galleggianti Marasi. Si tratta di un complesso di ville ancorate direttamente sul fondo del Dubai Creek e collegate alla terraferma da un pontile che permette l'accesso a piedi alle abitazioni. Ogni villa dispone inoltre di un attracco sul canale che ne consentre l'accesso con una barca. Si trovano nella zona centrale del canale presso il porto turistico di Marasi Marina. Le ville sono state prodotte in Finlandia dallo studio di architettura Admares.[15]

- Churchill Towers. È un complesso composto da due torri: la Churchill Executive e la Churchill Residence. È di proprietà di Emirates National Investment (ENI) per cui è anche noto come Emirates National Towers, ed è stato costruito fra il 2006 e il 2010. Churchill Executive è un edificio commerciale di 43 piani alto 172m. Churchill Residence è un edificio residenziale di 61 piani alto 235 m. che dispone di 618 appartamenti da 1, 2, 3 e 4 camere da letto.[16]

L'area è servita dalla Metropolitana di Dubai tramite la linea rossa, che scorre parallelamente alla Sheikh Zayed Road sul lato occidentale del quartiere. La fermata di Business Bay si trova appunto lungo la Sheikh Zayed Road non lontano dalle Executive Towers e dalle Emirates Park Towers. Vi sono inoltre molte linee di superficie che collegano Business Bay con le altre comunita di Dubai e con la suddetta fermata della metropolitana (ad es. F14, F19A, F19B, F41, XX2, 7, 91). Inoltre lungo il Business Bay Canal vi sono delle stazioni marine servite da servizio di Water Bus, che collegano Business Bay con altre stazioni lungo il Dubai Creek.

### Edifici principali
Ci sono oltre 230 grattacieli nel distretto di Business Bay. Di seguito una serie non esaustiva degli edifici più alti.

#### Completati

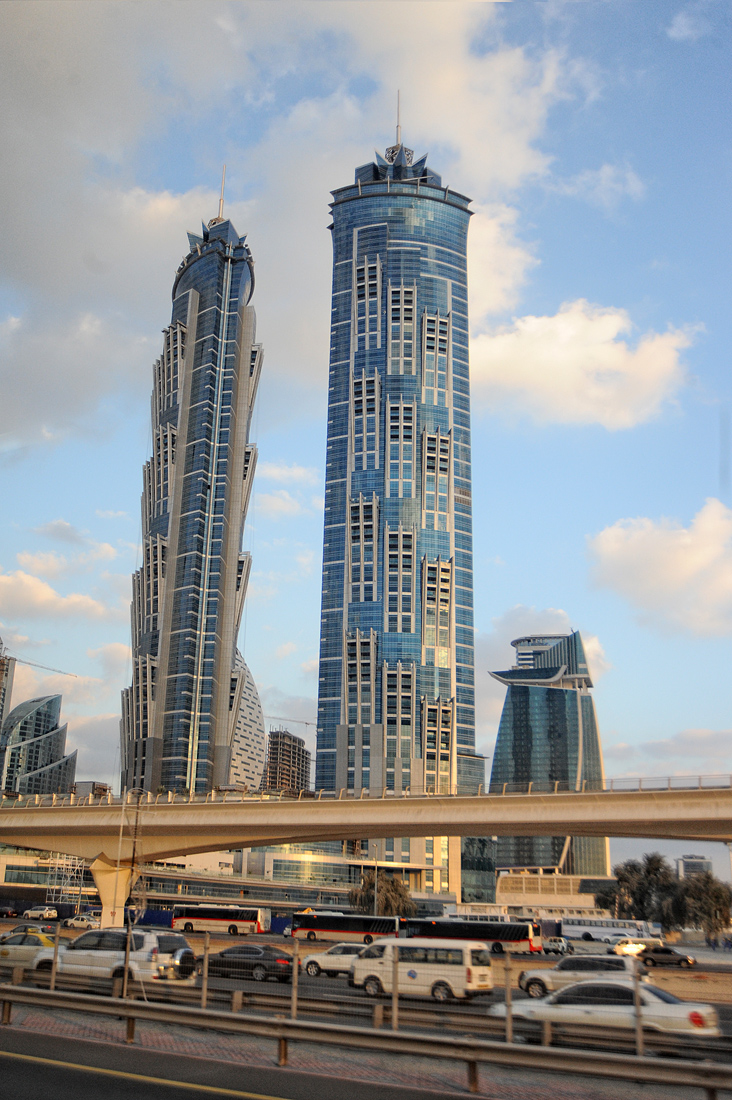
JW Marriott Marquis hotel

| #  | Nome                                   | Altezza m (ft) | Piani | Anno | Note                                                                   |
| -- | -------------------------------------- | -------------- | ----- | ---- | ---------------------------------------------------------------------- |
| 1  | JW Marriott Marquis Dubai Tower 1      | 355 (1,165)    | 77    | 2012 | Secondo hotel più alto del mondo (superato dal Gevora Hotel nel 2018). |
| 2  | JW Marriott Marquis Dubai Tower 2      | 355 (1,165)    | 77    | 2012 | [ 19 ] [ 21 ]                                                          |
| 3  | SLS Dubai Hotel & Residences           | 335 (1,101)    | 75    | 2020 | Residenziale e Hotel                                                   |
| 4  | Noora Tower e Amna Tower               | 307 (1,007)    | 75    | 2019 | Residenziale                                                           |
| 5  | Millennium Tower                       | 285 (935)      | 59    | 2006 | Residenziale                                                           |
| 6  | DAMAC Paramount Hotel & Residences     | 268 (879)      | 69    | 2018 | Residenziale e Hotel                                                   |
| 7  | Ubora Tower 1                          | 263 (862)      | 58    | 2011 | Uffici                                                                 |
| 8  | Vision Tower                           | 260 (853)      | 60    | 2008 | [ 28 ] [ 29 ]                                                          |
| 9  | Churchill Residency                    | 235 (771)      | 61    | 2010 | [ 30 ] [ 31 ]                                                          |
| 10 | Al Tayer Tower (Manazel Al Safa Tower) | 225 (738)      | 55    | 2009 | Residenziale                                                           |
| 11 | The Bay Gate                           | 221 (725)      | 53    | 2014 | Uffici                                                                 |
| 12 | Trident Grand Residence                | 220 (722)      | 45    | 2009 | [ 35 ]                                                                 |
| 13 | Al Batha Tower                         | 210 (689)      | 48    | 2019 | Residenziale                                                           |
| 14 | Executive Tower M                      | 208 (683)      | 52    | 2009 | [ 37 ]                                                                 |
| 15 | The Citadel                            | 201 (659)      | 48    | 2009 | [ 38 ] [ 39 ]                                                          |
| 16 | MBK Tower                              | 200 (656)      | 48    | 2010 | [ 40 ]                                                                 |
| 17 | Horizon Tower                          | 190 (623)      | 45    | 2006 | [ 41 ] [ 42 ]                                                          |
| 18 | Platinum Tower                         | 190 (623)      | 44    | 2012 | [ 43 ] [ 44 ]                                                          |
| 19 | Executive Tower B                      | 188 (618)      | 47    | 2008 | [ 45 ] [ 46 ]                                                          |
| 20 | Lake Terrace                           | 187 (614)      | 40    | 2008 | [ 47 ] [ 48 ]                                                          |
| 21 | Sidra Tower                            | 187 (614)      | 45    | 2009 | [ 49 ] [ 50 ]                                                          |
| 22 | City Premiere Hotel Apartments         | 186 (611)      | 45    | 2011 | [ 51 ]                                                                 |
| 23 | Bay Central 2                          | 180 (591)      | 50    | 2012 | Residenziale                                                           |
| 24 | Mazaya Business Avenue 1               | 180 (591)      | 50    | 2011 | [ 53 ]                                                                 |
| 25 | Mazaya Business Avenue 2               | 180 (591)      | 50    | 2011 | [ 54 ]                                                                 |
| 26 | Mazaya Business Avenue 3               | 180 (591)      | 50    | 2011 | [ 55 ]                                                                 |
| 27 | Iris Bay                               | 175 (574)      | 35    | 2015 | Uffici                                                                 |
| 28 | Escape Tower                           | 172 (564)      | 40    | 2006 | Residenziale                                                           |
| 29 | The Prism                              | 166 (545)      | 40    | 2006 | Uffici                                                                 |
| 30 | Al Manara                              | 163 (534)      | 35    | 2011 | [ 38 ] [ 39 ]                                                          |

* indica che l'edificio è ancora in costruzione, ma è stato completato

#### Altri edifici
- Sobha Sapphire
- One Business Bay
- Falcon Tower
- The Forum
- The Regal Tower
- The Court
- Park Lane Tower
- Sky Tower 1
- The Oberoi Business Bay
- Bayswater
- O14
- Crystal Tower
- Ontario Tower
- The Exchange
- The Conclave
- The Binary
- Business Tower
- West Bay Tower
- XL Tower
- Opus Building
- The Peninsula
- B2B Tower